# کرت لوتکی
کرت لوتکی (انگلیسی: Kurt Luedtke؛ ‏‎/ˈluːtki/‎؛ ‏ زادهٔ ۲۸ سپتامبر ۱۹۳۹ - درگذشته ۹ اوت ۲۰۲۰) فیلم‌نامه‌نویس اهل ایالات متحده آمریکا بود.
وی بابت نگارش فیلم‌نامهٔ خارج از آفریقا، برندهٔ جایزه اسکار بهترین فیلم‌نامه اقتباسی شد.
از دیگر آثار او می‌توان به فیلم‌نامهٔ غیبت مالیس اشاره کرد.